# 傅立叶主义

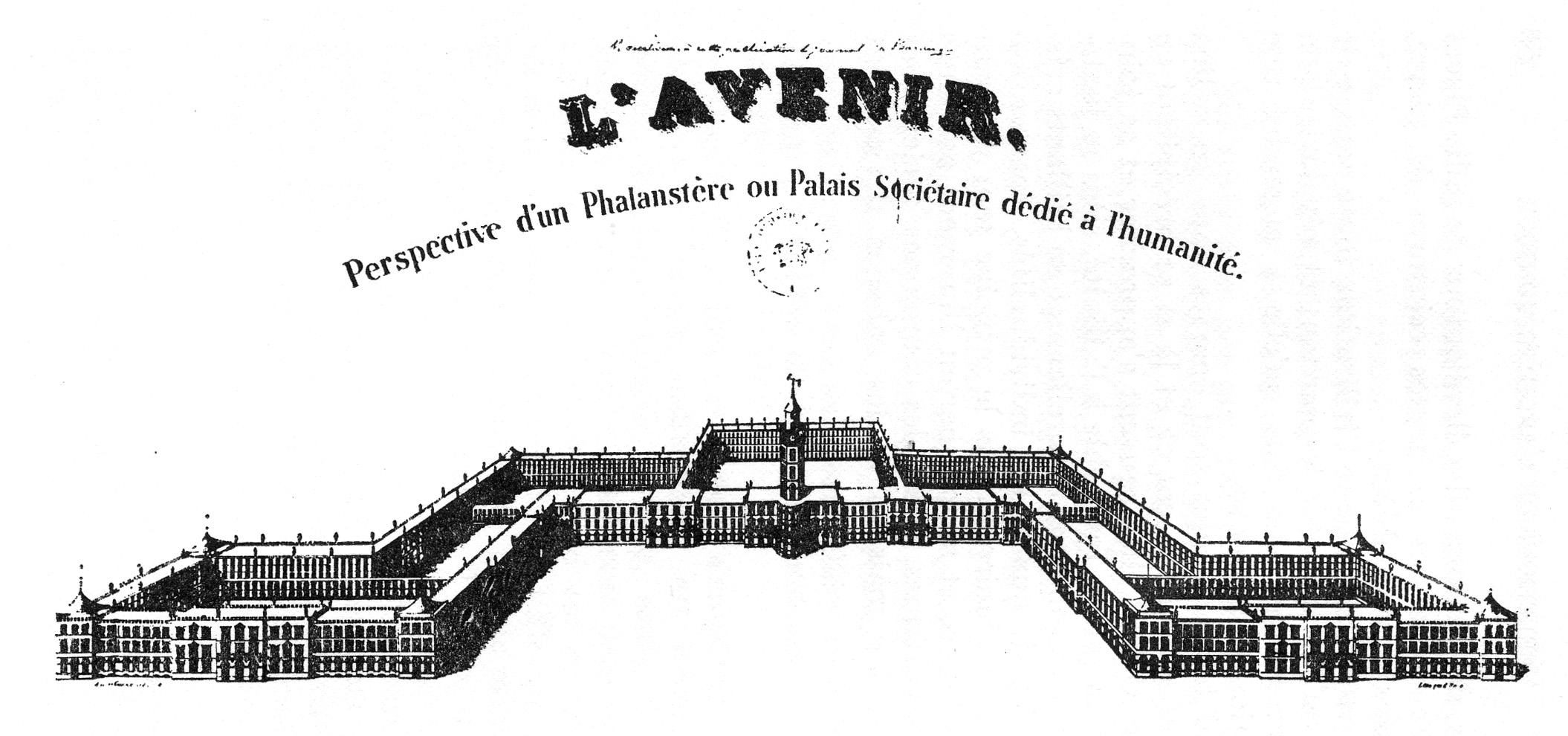
维克多·康西德朗的著作中的“法伦斯泰尔”大厦想象图

傅立叶主义（法語：Fouriérisme），又称法郎吉主义、谢利叶主义、法伦斯泰尔主义，是由法国思想家夏尔·傅立叶提出的一套系统的经济、政治和社会信仰。傅立叶主义基于这样一种信念，即人类未来不可避免地会形成共同劳动和生活的集体联合体。在傅立叶设想的理想社会中，“法郎吉”是社会的基层单位，法郎吉”下设若干劳动小组“谢利叶”，“法郎吉”的全体成员一起住在“法伦斯泰尔”大厦里。傅立叶的忠实支持者称他的理论为“联合主义”。傅立叶时代的政治人物和后来的学者们将傅立叶的思想体系视为一种空想社会主义。
在傅立叶有生之年，傅立叶主义从未得到实践，但在1840年代中期的美国曾一度流行，这在很大程度上归功于他的美国追随者阿尔伯特·布里斯班和美国联合主义者联盟的努力。然而，傅立叶主义作为一种社会和经济模式，最终未能成功。1850年代中期，傅立叶的法国信徒维克多·康西德朗在美国得克萨斯州尝试重新启动这一模式，但同样未能成功。